# Pierre Delon
Pour les articles homonymes, voir Delon.
Pierre Delon (né à Paris le 4 janvier 1905 et mort au Kremlin-Bicêtre le 22 février 1984) est un syndicaliste français.
Il devient, de 1930 à 1936, secrétaire général de la Fédération CGTU des employés, puis, de 1950 à 1966, secrétaire général de la Fédération CGT des employés. De 1931 à 1933, il est membre de la Commission exécutive de la CGTU, puis de 1955 à 1967 de la Commission administrative (CA) de la CGT.

## Biographie
À partir de 1921, Pierre Delon est de toutes les actions organisées par le Comité d'entente des Jeunesses communistes, Jeunesses anarchistes et Jeunesses syndicalistes, notamment contre l'occupation de la Ruhr. Cette activité militante se poursuit, en particulier contre la guerre du Maroc, durant son service militaire qu'il effectue à Metz. Il est un militant actif des Jeunesses communistes, siégeant au bureau de leur 4e Entente.
Puis, Pierre Delon devient employé de bureau. L'entreprise où il est embauché comprend trois cents employés mais très peu sont syndiqués : quelques adhérents CFTC, un à la Chambre des employés CGT, un autre à la Chambre des comptables CGTU. Pierre Delon forme une section CGTU. En 1930, un débat a lieu à la Chambre syndicale des comptables, teneurs de livres et employé aux écritures CGTU. Résultat de celui-ci, Pierre Gilhodes, le secrétaire en place, est mis en minorité et Pierre Delon devient secrétaire. À la fin de l'année, il devient aussi secrétaire de la Fédération CGTU et le demeurera jusqu'en 1936. Il assure cette fonction avec un statut de permanent, acceptant, compte tenu des ressources de la Fédération, d'être payé de façon très irrégulière. L'année suivante, il devient membre de la Commission exécutive de la CGTU et le demeurera jusqu'en 1933, année où il est élu au secrétariat de la 20e Union régionale CGTU, où, il a, notamment, la responsabilité des Assurances sociales. Il s'occupe également du Mouvement Amsterdam-Pleyel et, en 1935, est candidat communiste aux élections municipales dans le quartier de la Roquette. Durant cette période, Pierre Delon, qui n'a pratiquement pas de salaire, connaît l'épuisement. Les syndicats soviétiques lui offrent un repos de cinq semaines dans le Caucase. De retour à Moscou, il participe au travail de l'Union professionnelle de l'Internationale syndicale rouge (ISR), dont il a été élu secrétaire lors d'une conférence tenue à Berlin.
De retour en France, Pierre Delon assure la tenue de la rubrique "Vie sociale" de L'Humanité.
Début 1936, Pierre Delon est à nouveau candidat aux élections municipales, dans le quartier du Mail, puis aux élections législatives, où 27 voix lui font défaut pour devenir député.
Dans la même période, à Pâques 1936, la CGT employés et la CGTU employés fusionnent et Pierre Delon est élu secrétaire de la nouvelle Fédération. À la veille du congrès confédéral de Nantes, en 1938, il signe la motion dite de La Vie ouvrière, sous laquelle s'étaient regroupés les anciens CGTU. 
Avec la guerre, Pierre Delon est mobilisé au 402e régiment de DCA. Fait prisonnier, il s'évade en juin 1943 et rejoint la Résistance, où il devient responsable de l'interrégion Nord-Pas-de-Calais du Front national et des Francs-tireurs et partisans (FTP). Il dirigera la Libération de Lille et assurera la reparution du quotidien communiste Liberté.
Pierre Delon est, alors, élu conseiller municipal communiste à Paris et le demeurera jusqu'en 1948.
Il reprend également ses fonctions de secrétaire de la Fédération des employés, comme permanent, à partir de mai 1946.
En janvier 1948, la Fédération connaît une nouvelle scission. Une majorité de la Commission exécutive se prononce pour l'adhésion à Force ouvrière. Cette division syndicale est mise à profit par les patrons des grands magasins, qui suppriment les deux jours de repos consécutifs. Pierre Delon propose; alors, aux Fédérations CFTC et FO l'action commune. Celle-ci sera victorieuse.
En avril 1950, Pierre Delon devient secrétaire général de la Fédération CGT des Employés et le demeurera jusqu'en 1966. En 1955, il entre à la CA de la CGT, puis, de 1967 à 1969, il sera membre de la Commission confédéral de contrôle financier. De 1959 à 1969, il représente également la CGT au Conseil économique et social. Par ailleurs, Pierre Delon, qui avait démissionné en avril 1948 du conseil municipal de Paris pour se consacrer à ses activités syndicales, siège jusqu'en 1969 au conseil général de la Fédération syndicale mondiale (FSM), où il contribue à créer une Union internationale des Employés.
Marié une première fois à Paris, en 1931, divorcé en 1947, Pierre Delon se remarie, à Neuilly-sur-Seine, en 1948. Il passe les dernières années de sa vie à Gentilly.
Pierre Delon est l'auteur, notamment, de Les employés. De la plume d'oie à l'ordinateur un siècle de lutte. Origines et activité de la Fédération CGT, Editions sociales, 1969.

## Source
- Dictionnaire biographique du mouvement ouvrier français, Éditions de l'Atelier.